# Luxor Hotel and Casino

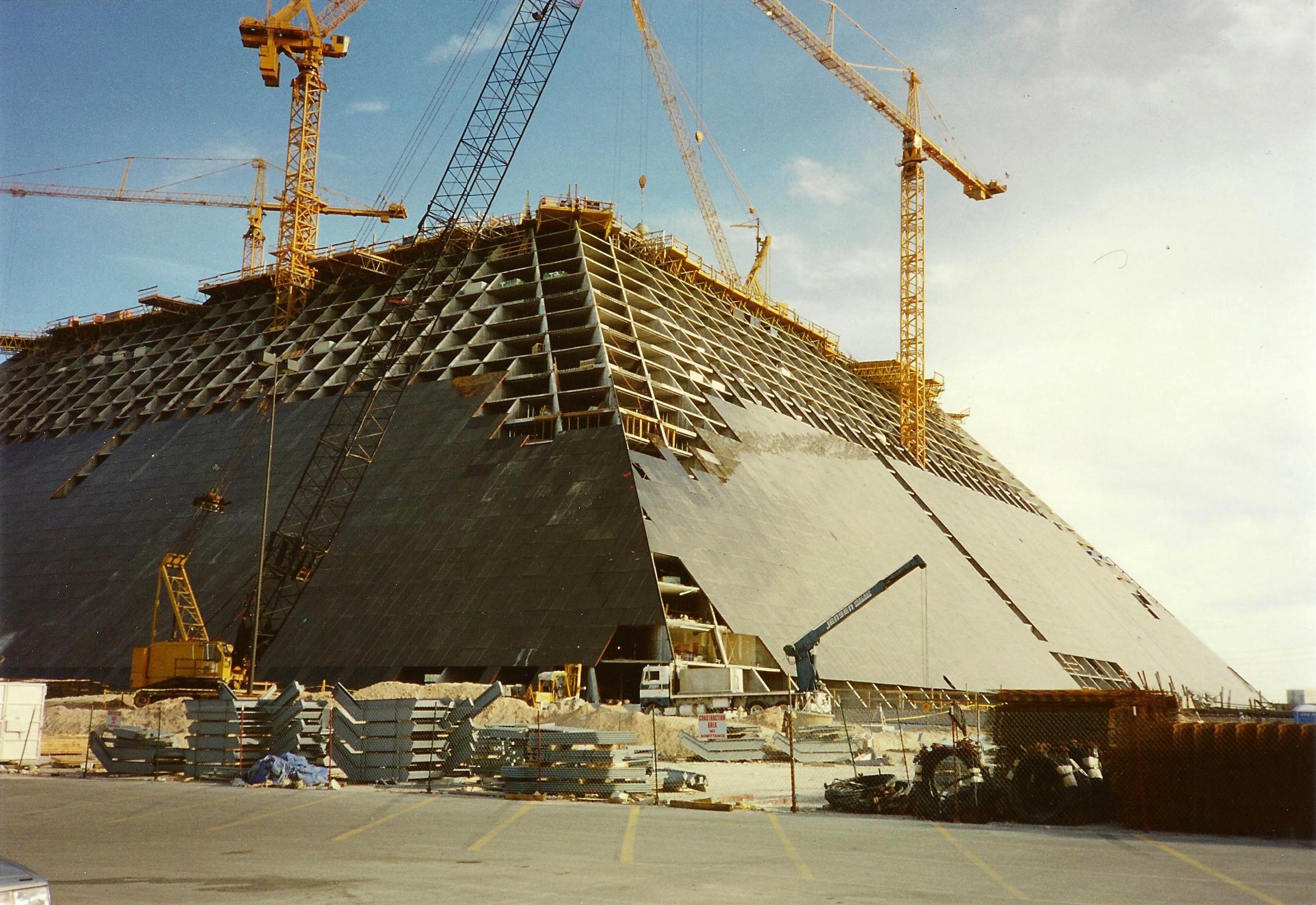
Pyramide im Bau (1993)

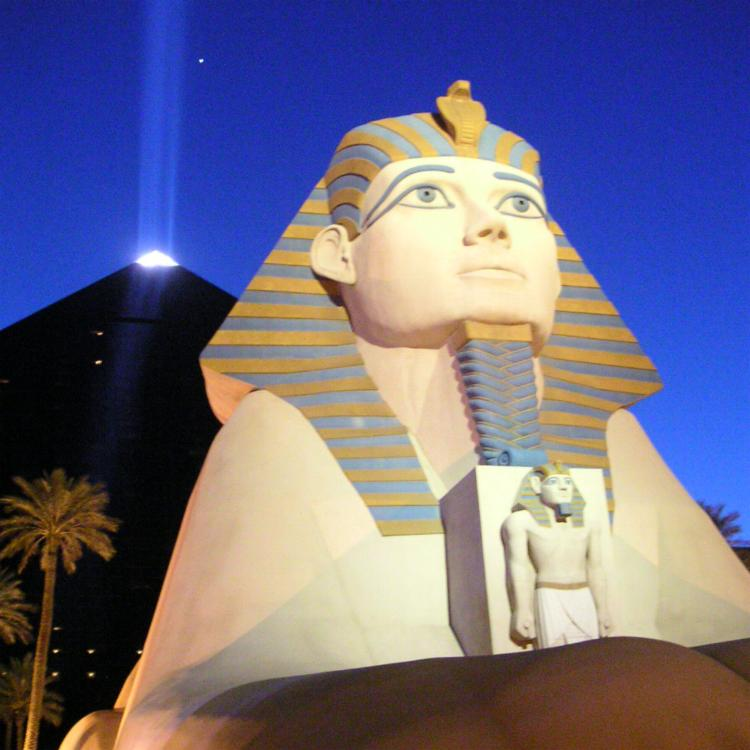
Lichtstrahl der Pyramide und die Sphinx am Abend

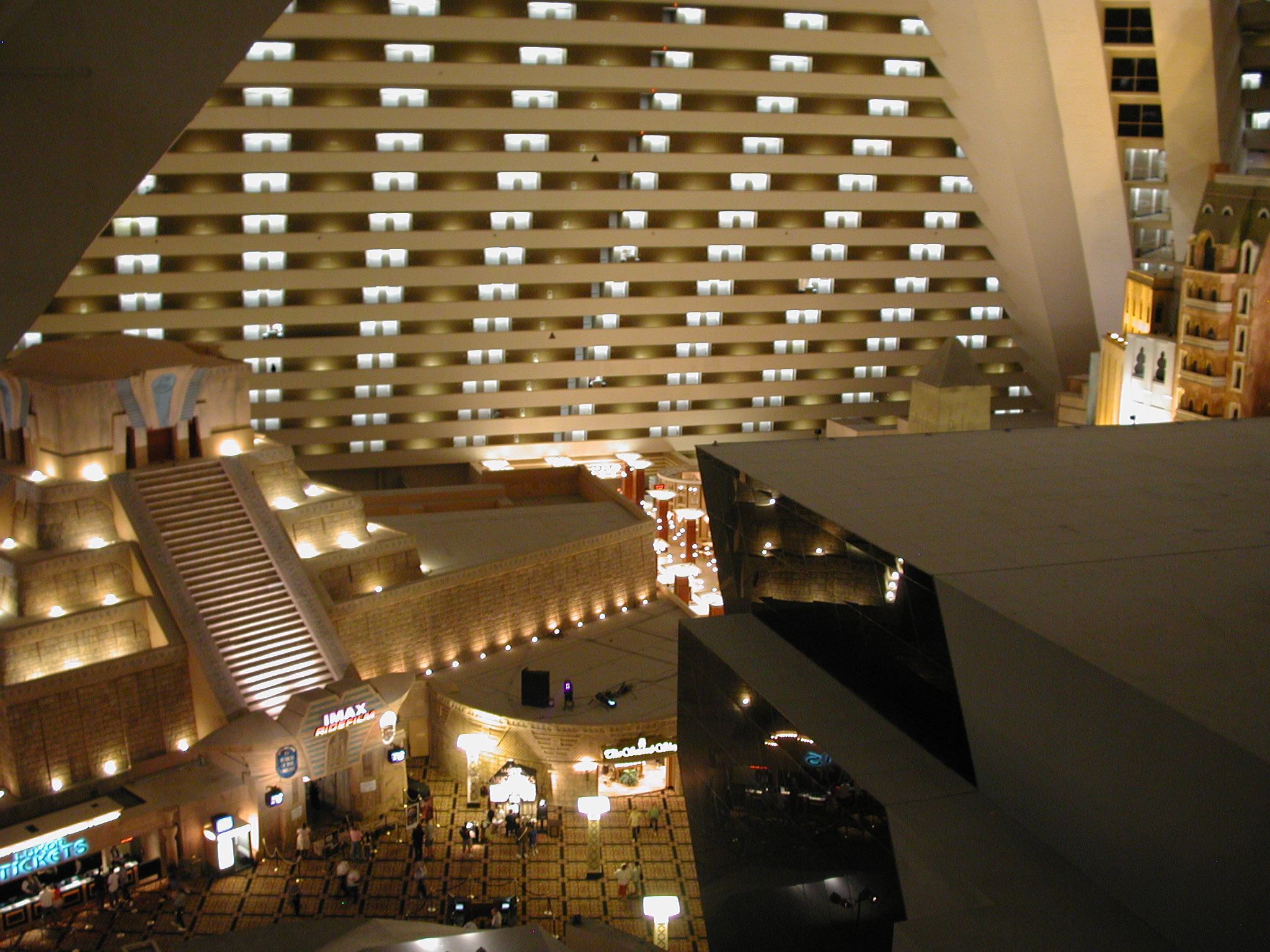
Das Luxor von innen

Das Luxor Hotel and Casino ist ein Casino und Hotel der Vier-Sterne-Klasse in Paradise. Es befindet sich am südlichen Ende des berühmten Las Vegas Strips.

## Gestaltung und Design
Das Luxor ist vor allem durch seine besondere Außen- und Innengestaltung, die aus der Feder des Architekten Veldon Simpson stammt, bekannt geworden.
Die Baukosten betrugen 400 Millionen Dollar. Das Hotel wurde von 6000 Arbeitern in 18 Monaten fertiggestellt. Die äußere Form gleicht einer schwarzen Glaspyramide, wobei sich nördlich – vom Strip aus gesehen rechts daneben – noch zwei weitere Hotelkomplexe befinden. Diese sogenannten Towers sind konventionelle Stahlskelettbauten mit jeweils 30 Stockwerken, die ost- und westseitig an die Pyramide grenzen. Sie sind abgestuft und wirken daher optisch wie aus Quadern zusammengesetzt, angelehnt an die Bauform von Zikkurats. Die beiden Towers wurden zur Kapazitätserweiterung im Jahr 1998 nach der Eröffnung des Luxors eröffnet. Die Zimmer in der Pyramide sind etwas preiswerter als die etwas neueren und größeren Zimmer in den nebenstehenden Türmen.
Die Pyramide ist 107 Meter hoch und besteht, ebenso wie die Towers, aus 30 Stockwerken. Vor dem Hotel befindet sich eine verkleinerte Nachbildung der Großen Sphinx von Gizeh in ihrem unbeschädigten Urzustand im Maßstab 1:2, ebenso findet man nahe der Zufahrt vom Strip einen sandsteinfarbenen Obelisken, der die Namen des Hotels in beleuchteten Buchstaben trägt.
Insgesamt besitzt das Hotel 4400 Zimmer inklusive 236 Jacuzzi-Suiten und liegt damit auf Platz sechs der größten Hotels der Welt. In der Pyramide verkehren 16 schräg verlaufende Aufzüge, sogenannte Inclinators. Die Fensterfront der Hotelzimmer verläuft schräg (circa 39 Grad aus der Senkrechten), die Innenwände sind jedoch alle senkrecht. Das Spezialglas verhindert trotz dieser Architekturform eine übermäßige Erwärmung der Zimmer, wobei in jedem Raum zusätzlich eine Klimaanlage für Abkühlung sorgt.
An der Spitze der Pyramide befindet sich ein senkrecht in den Himmel gerichteter Lichtstrahl. Er ist so stark, dass man ihn bei günstigen Witterungsverhältnissen vom gesamten Las Vegas Valley aus sehen kann. Im Frühjahr sieht man in dem Lichtstrahl Millionen von Motten tanzen. Der Strahl wird von 39 Xenon-Lampen erzeugt.
Bei Umbaumaßnahmen in den Jahren 2008/2009 wurde das Hotel umfassend renoviert. In diesem Rahmen wurde ein Großteil der ägyptisch ausgelegten Innenausstattung durch neutralere, moderne Elemente ersetzt.

## Lage
Das Luxor befindet sich am südlichen Ende des Strips und in Nähe des Harry Reid International Airport und wird im Süden vom Mandalay Bay sowie im Norden vom Excalibur flankiert. Diese drei Hotels sind durch ein kostenlos zu benutzendes Monorail-System miteinander verbunden.

## Attraktionen und Shows
Zu den Attraktionen des Hotels zählen zwei Theater, in denen bereits verschiedene erfolgreiche Künstler aufgetreten sind. So gastierte beispielsweise von Februar 2000 bis September 2005 die Blue Man Group, bevor das Musical „Hairspray“ Einzug hielt. Zurzeit tritt in einem der Theater der amerikanische Clown und Comedian Carrot Top auf, außerdem wird dort das Musical „Menopause“ aufgeführt. Auch die Blue Man Group tritt mittlerweile wieder im Theater des Hotels auf, ebenso läuft die Show „Fantasy“ in diesem Theater. In dem zweiten Theater führt Criss Angel zusammen mit Künstlern des Cirque du Soleil die Show „Believe“ auf.
Weitere Attraktionen sind die Ausstellung „Titanic“, in welcher echte Fundstücke des versunkenen Schiffes Titanic angesehen werden können.
Von 1996 bis 2008 gab es ein IMAX-Kino im Untergeschoss. Zur Eröffnung war es eines von nur 20 IMAX-Kinos. Nach Schließung des Kinos eröffnete dort die „Bodies – The Exhibition“-Ausstellung, die der Körperwelten-Wanderausstellung ähnelt.
Der öffentliche Bereich des Hotels gliedert sich in die eigentliche Kasino-Ebene und die in Höhe des vierten Stockwerks darüber gelegene Unterhaltungsebene. Die Zugänge zu den Zimmern sind, abgesehen von den obersten drei Stockwerken, zur Innenseite des Hotels hin offen und nur durch eine Balustrade gesichert, so dass von dort das Geschehen auf der Unterhaltungsebene beobachtet werden kann. Andersherum ergibt sich durch die große Höhe auch auf der Unterhaltungsebene nahezu der Eindruck, im Freien zu sein, was auch in Form einer offenen, biergartenähnlich gestalteten Restaurantgruppe (primär für Fast Food) ausgenutzt wurde. Es gibt Einkaufsmöglichkeiten, Massagepraxen und zahlreiche Restaurants.

## Geschichte
Das Hotel wurde von der Mandalay Resort Group (früher auch als Circus Circus Enterprises bekannt) errichtet. Im Juni 2004 kaufte die MGM Mirage-Gruppe die Mandalay Resort Group auf, so dass sich das Luxor sowie die benachbarten Hotels Mandalay Bay und Excalibur jetzt in deren Besitz befindet.
Innerhalb der Hotellobby befand sich ursprünglich ein künstlicher Fluss, der rund um das Casino führte. Auf diesem Fluss verkehrten Fähren, die die Hotelgäste zu den jeweiligen Aufzügen brachten, was zu erheblichen Verzögerungen führte. Aus diesem Grund wurde dieser Service eingestellt. An seiner Stelle bot das Hotel „Nilrundfahrten“ an, die unter Führung Aussicht auf nachgebaute Sehenswürdigkeiten aus dem Alten Ägypten boten. Bereits kurz nach der Hoteleröffnung wurden diese Fahrten wieder eingestellt. Bei einem Umbau der Lobby im Jahr 1996 wurde dieser künstliche Nil wieder entfernt.
Auf der Unterhaltungsebene befand sich außerdem eine Großdiskothek, das Ra. 2006 wurde sie geschlossen und 2007 unter dem Namen LAX mit neuem Betreiber wiedereröffnet. In den Folgejahren wurden weitere Renovierungsarbeiten vorgenommen, 2008 hatte im Theater eine neue Show des Cirque du Soleil mit Zauberkünstler Criss Angel Premiere.